# Anuga elegans
Anuga elegans là một loài bướm đêm trong họ Noctuidae.